# Білозерська Олена Леонідівна
Оле́на Леоні́дівна Білозе́рська (Білозерська-Воронова) (нар. 5 серпня 1979, Київ, УРСР) — українська журналістка, блогерка та громадська діячка, старший  лейтенантЗбройних сил України, поетеса. З 2014 року — учасниця російсько-української війни (снайпер) у складі ДУК «Правий сектор» та Української добровольчої армії. З жовтня 2018 — офіцер Збройних Сил України.

## Біографія
Народилася у родині інженерів. 2000 року закінчила Київський національний університет культури і мистецтв.
З початку 2004-го року у журналістиці. Працювала у невеликих газетах і журналах. Впродовж 2004—2006 років редагувала власну газету «Україна Християнська».
З жовтня 2005 по лютий 2007 — прессекретарка Української Національної Асамблеї.
З червня 2007 року веде блог на Livejournal. У квітні 2010 року спільно з одеським журналістом Олексієм Ярославцевим заснувала інформаційне агентство «Поряд з вами».
13 вересня 2014 року на передвиборчому з'їзді партії «Правий сектор» обрана другим номером виборчого списку на позачергових виборах до Верховної Ради України.
З травня 2014 р. бере безпосередню участь у бойових діях на Донбасі: спочатку у складі ДУК «Правий сектор» (2014—2015) та Української Добровольчої армії (2016—2017), пізніше у лавах ЗСУ.
У 2018 році закінчила офіцерські курси при Національному Університеті оборони України ім. І. Черняховського за спеціальністю "Артилерія" і підписала контракт із ЗСУ. 
У 2018-2020 рр. служила в складі 503 батальону морської піхоти на посаді командира взводу самохідних артилерійських установок.
У вересні 2019 видала документальну книгу «Щоденник нелегального солдата», який охоплює період 2014—2017 рр. — час служби авторки в ДУК «Правий сектор» та Українській Добровольчій армії.

### Участь у російсько-українській війні
24 лютого 2022 року, у день початку повномасштабного російського вторгнення, повернулася на службу у Збройні Сили України.
11 липня 2022 Олені Білозерській було надано звання старшого лейтенанта.
В кінці 2022 року доєдналась до спецпідрозділу Артан, на позицію снайпера.
З весни 2023 року займає не бойову посаду підрозділу через проблеми зі здоров'ям.

## Діяльність

### Блогерка
Олена Білозерська має блог на «LiveJournal», котрий веде з 11 червня 2007 року. Блог використовує як власне незалежне медіа, аби звертатися до аудиторії напряму, без проміжних інстанцій у вигляді редакторів, видавців і спонсорів. У 2008-му він за результатами читацького голосування потрапив у п'ятірку найкращих українських блогів.
Перший репортаж у блозі Білозерська зробила про Марш УПА 14 жовтня 2007. Відвідуваність блогу нині — дві з половиною тисячі осіб на день.

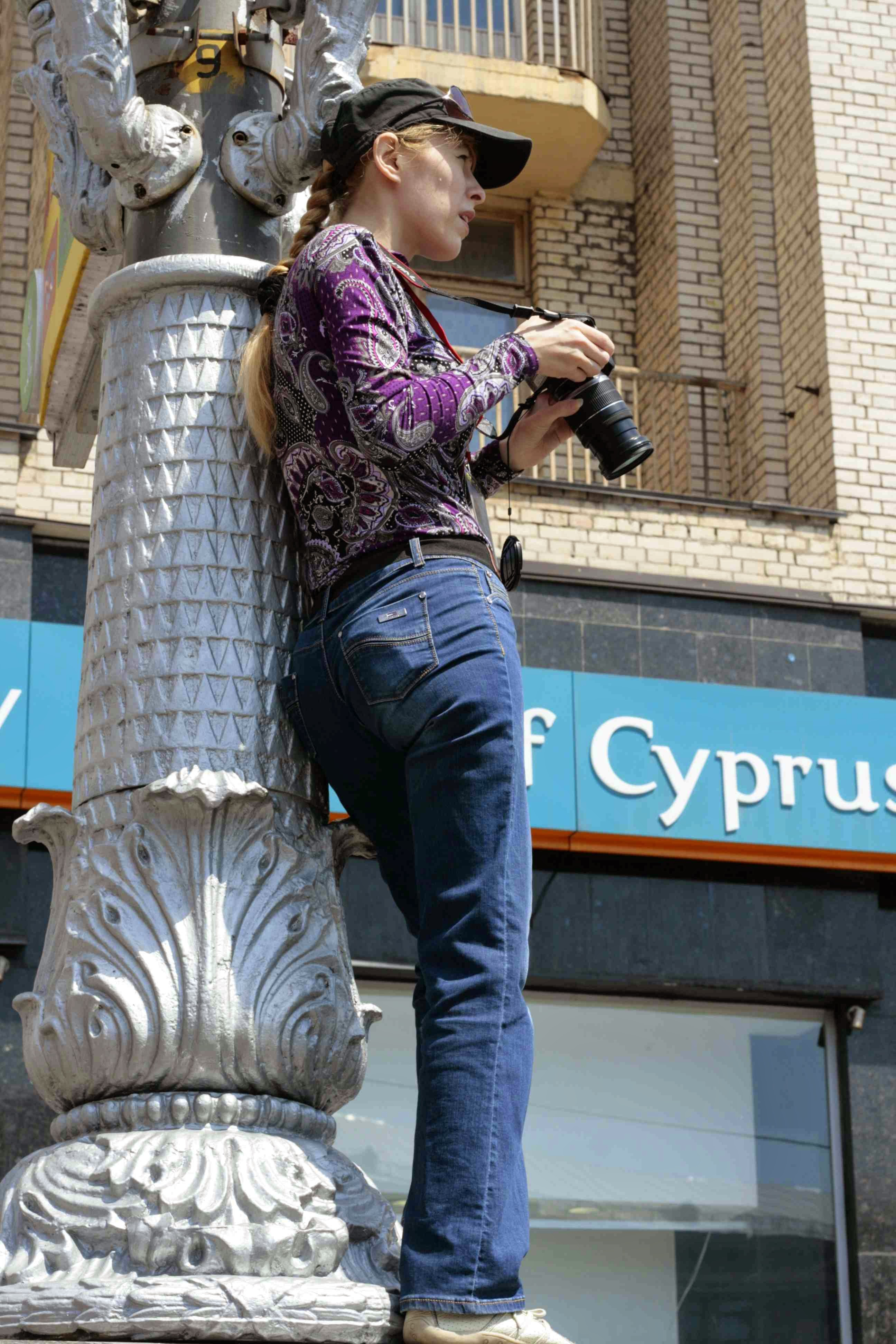
Олена Білозерська під час «Вставай, Україно!», Київ, 18 травня 2013

У блозі журналістка висвітлює переважно протестні акції та акції правих політичних партій та рухів, які документує численними власними фотознімками, а також репресії влади проти політиків і громадських активістів. Також розміщує власні вірші і переклади іншомовних поетичних творів українською. Не менш активно Білозерська веде twitter — часто найсвіжіша інформація з гучних акцій першою з'являється в її повідомленнях.
6 травня 2013 року блог Олени Білозерської (bilozerska.livejournal.com) посів третє місце (після перськомовного і бенгальськомовного) у конкурсі блогів «The Bobs» від Deutsche Welle, а також перше місце серед україномовних блогів (46 % усіх голосів, поданих за україномовні блоги) і серед блогів на платформі «LiveJournal». Після численних протестів української «антифашистської» громадськості, до яких приєдналися депутати Європарламенту і німецькі правозахисники організатори конкурсу, у журі «The Bobs» скасували премію номінації «Найкращий україномовний блог». У відповідь громадські діячі та народні депутати почали підписувати петицію на захист Олени Білозерської. У петиції зокрема зазначається, що після перемоги блогу Білозерської у конкурсі The Bobs у номінації «Найкращий блог українською мовою», люди, упереджені щодо Олени Білозерської, розгорнули проти неї кампанію в інтернеті. Deutsche Welle заявили, що поважають рішення незалежних членів журі і результати голосування користувачів стосовно блогу Олени Білозерської. І хоча в Deutsche Welle не погоджуються з окремими висловлюваннями авторки блогу, вони також нагадали, що блог Білозерської отримав більшість голосів із суттєвим відривом (46 %) і став переможцем за версією публіки серед україномовних блогів. Але приз журі він не отримав.

### Справа Олени Білозерської
12 січня 2011 року, — в рамках розслідування кримінальної справи щодо підпалу громадської приймальні Партії Регіонів у Печерському районі в ніч на 1 січня 2011 року, квартиру Олени Білозерської обшукано київською міліцією. Всі журналістські технічні засоби, аж до «мильнички» її батька, було вилучено. До того, невідомі особи розмістили відео на відеохостингу Youtube і прислали повідомлення про нього на електронну пошту Олени Білозерської. На вебсайті ІА «Поряд з вами» та в особистому блозі Білозерської з'явилося текстове посилання на відео. Обшук, який тривав з 8:30 до 14:30, проводили шість співробітників міліції. Були опитані батьки Білозерської на предмет того, де вона перебувала в ніч на 1 січня. Потім Білозерську відвезли на допит у Печерський районний відділ МВС України. Міліція заявила:
| У ході слідства встановлено, що до розповсюдження відеознімання підпалу мережею Інтернет може бути причетною саме цей блогер. Для перевірки цієї інформації судом було санкціоновано обшук у помешканні зазначеної громадянки. Вилучено засоби, за допомогою яких могла бути вчинена зазначена операція, а саме - комп’ютерну техніку та інші носії цифрової інформації. Їх направлено для проведення експертного дослідження. Триває слідство[19]. |
Інцидент викликав резонанс в Україні і світі. Дії влади засудили «Комітет визволення політв'язнів» та організація «Репортери без кордонів». Народний депутат Андрій Парубій на наступний день звернувся з запитом до Генпрокурора щодо цього інциденту. 14 січня міністр внутрішніх справ Анатолій Могильов відповідаючи під час години уряду у Верховній Раді на претензію, що інцидент з Білозерською є політичним переслідуванням і придушенням свободи слова, відповів, що навколо Білозерської відбувається «роздмухування мильної бульбашки з нічого», що в неї нібито була вилучена інструкція з виготовлення напалму, і при цьому неправильно вимовляв її прізвище.
Розв'язку цього інциденту Олена Білозерська оповіла так:
| Втрутилися народні депутати, втрутилися журналісти, «Репортери без кордонів» робили запит за запитом… За місяць приблизно повернули всю техніку, а ще згодом – повернули усі носії. Не все працює, щоправда. Два вінчестери, приміром, не працюють. І тут прикро не тільки те, що журналіста позбавляють можливості працювати (у мене ж не тільки комп'ютер вилучили, а й фотоапарат, відеокамери, диктофон), найстрашніше те, що інформація, яку ти накопичував роками, може містити і певні конфіденційні дані[23]. |
Українська Гельсінська спілка з прав людини включила «Справу Олени Білозерської» у свій звіт «Переслідування громадянського суспільства в Україні у 2011 році».

## Нагороди
- 13 жовтня 2018 року нагороджена орденом «За мужність» ІІІ ступеня[24].